# Hans Höglund (biolog)
Hans Georg Höglund, född 18 mars 1899 i Uddevalla, död 13 december 1967 i Lysekil, var en svensk fiskeribiolog.
Hans Höglund blev filosofie doktor 1947, andre assistent 1931 och 1945 laborator vid Hydrografisk-biologiska kommissionens havsfiskelaboratorium i Lysekil. Han utgav skrifter huvudsakligen angående foraminiferer, räkor och havsplankton.